# Куат Ісламбек Єржанович
Ісламбек Куат (каз. Куат Исламбек Ержан-Улы, нар. 12 січня 1993) — казахський футболіст, захисник, півзахисник клубу Женіс.
Виступав, зокрема, за клуб «Кайрат», а також національну збірну Казахстану.

## Клубна кар'єра
Батьки 4-річного Ісламбека переїхали з Карагандинської області в Астану в 1997 році. Тут і розпочав грати в футбол в юнацькій команді «Женіс». Вихованець «молодіжки» «Астани» 18-річний Ісламбек у 2011 році був переданий в оренду в кокшетауський «Окжетпес». Куат допоміг «синегорцям» посісти друге місце в турнірній таблиці Першої ліги і вийти в Прем'єр-лігу Казахстану. За підсумками сезону Ісламбек Куат був визнаний Федерацією футболу Казахстану найкращим молодим гравцем Першої ліги.
На наступний сезон 2012 року Куат перейшов в оренду до табору неодноразових чемпіонів Казахстану «Актобе». Він зіграв 15 матчів, забив один м'яч і виграв з клубом бронзові медалі чемпіонату.
У січні 2013 року став гравцем основного складу «Астани». За клуб зіграв 17 матчів, відзначився двома голами і завоював з командою срібні медалі. Але в першому колі 2014 року вийшов на поле лише в двох матчах, тому, в результаті нестачі ігрового часу, відразу погодився на пропозицію перейти в алматинский «Кайрат». У червні 2014 року підписав контракт до кінця 2016 року з «Кайратом». У другому колі 2014 року зіграв усього 6 матчів за клуб, який став бронзовим призером, але виступив в успішному фіналі Кубку Казахстану проти «Актобе» (4:1). Сезон 2015 року провів вдало - зіграв вже 19 матчів, відзначився одним голом, став з клубом віце-чемпіоном країни і знову виграв Кубок Казахстану в фіналі проти ще одного свого колишнього клубу «Астани» (2:1). Впевнено виступив і в семи матчах відбіркового турніру Ліги Європи, забивши м'ячі сербській «Црвені Звездє» і французькому «Бордо». Був запрошений до збірної команди країни.

## Виступи за збірні
2010 року дебютував у складі юнацької збірної Казахстану, взяв участь у 10 іграх на юнацькому рівні, відзначившись 2 забитими голами.
Протягом 2012–2014 років залучався до складу молодіжної збірної Казахстану. На молодіжному рівні зіграв у 25 офіційних матчах, забив 1 гол.
3 вересня 2015 дебютував у складі збірної Казахстану в матчі проти команди Чехії в рамках кваліфікаційного турніру до чемпіонату Європи 2016 року. 10 жовтня 2015 року в цьому ж турнірі забив свій перший м'яч за національну команду, в ворота збірної Нідерландів. А в наступній грі 13 жовтня в Ризі проти збірної Латвії забив єдиний переможний гол, що допомогло збірній Казахстану залишити останнє місце в групі, а збірній Туреччини потрапити до фінальної частини чемпіонату Європи 2016 року у Франції безпосередньо з третього місця у відбірній групі. Цей гол Куата приніс йому велику популярність в Туреччині. Наразі провів у формі головної команди країни 60 матчів, забивши 7 м'ячів.

## Статистика виступів

### Клубна
Станом на 8 листопада 2015
| Клуб              | Сезон             | Ліга  | Ліга | Кубок | Кубок | Європа | Європа | Інші  | Інші | Загалом | Загалом |
| Клуб              | Сезон             | Матчі | Голи | Матчі | Голи  | Матчі  | Голи   | Матчі | Голи | Матчі   | Голи    |
| ----------------- | ----------------- | ----- | ---- | ----- | ----- | ------ | ------ | ----- | ---- | ------- | ------- |
| Окжетпес          | 2011              | 26    | 0    | 2     | 0     | –      | –      | –     | –    | 28      | 0       |
| Окжетпес          | Загалом           | 26    | 0    | 2     | 0     | –      | –      | –     | –    | 28      | 0       |
| Актобе            | 2012              | 15    | 1    | 3     | 0     | –      | –      | –     | –    | 0       | 0       |
| Актобе            | Загалом           | 15    | 1    | 3     | 0     | –      | –      | –     | –    | 18      | 1       |
| Астана            | 2013              | 17    | 2    | 2     | 0     | –      | –      | –     | –    | 0       | 0       |
| Астана            | 2014              | 2     | 0    | 1     | 0     | 2      | 0      | –     | –    | 0       | 0       |
| Астана            | Загалом           | 19    | 2    | 3     | 0     | 2      | 0      | –     | –    | 24      | 2       |
| Кайрат            |                   |       |      |       |       |        |        |       |      |         |         |
| 2014              | 6                 | 0     | 1    | 0     | –     | –      | –      | –     | 7    | 0       |         |
| 2015              | 19                | 1     | 2    | 0     | 7     | 2      | –      | –     | 29   | 3       |         |
| Загалом           | 25                | 1     | 3    | 0     | 7     | 2      | –      | –     | 35   | 3       |         |
| Усього за кар'єру | Усього за кар'єру | 85    | 4    | 11    | 0     | 9      | 2      | –     | –    | 105     | 6       |

### Матчі за збірну
Станом на 10 червня 2017
| Національна команда | Рік     | Матчі | Голи |
| ------------------- | ------- | ----- | ---- |
| Казахстан           | 2015    | 4     | 2    |
| Казахстан           | 2016    | 6     | 0    |
| Казахстан           | 2017    | 3     | 1    |
| Загалом             | Загалом | 13    | 3    |

### Голи за збірну
Рахунок та результат збірної Казахстану знаходиться на першому місці.
| # | Дата           | Місце                                  | Суперник   | Рахунок | Результат | Змагання      |        |
| - | -------------- | -------------------------------------- | ---------- | ------- | --------- | ------------- | ------ |
| 1 | 10 жовтня 2015 | Астана Арена, Астана, Казахстан        | Нідерланди | 1–2     | 1–2       | кв. Євро 2016 | [ 12 ] |
| 2 | 13 жовтня 2015 | Сконто, Рига, Латвія                   | Латвія     | 1–0     | 1–0       | кв. Євро 2016 | [ 13 ] |
| 3 | 10 червня 2017 | Центральний стадіон, Алмати, Казахстан | Данія      | 1–2     | 1–3       | кв. ЧС 2018   | [ 14 ] |

## Досягнення
Окжетепес
- Перша ліга чемпіонату Казахстану
  -  Срібний призер (1): 2011

- Найкращий молодий футболіст Казахстану (1): 2011

Актобе
- Прем'єр-ліга
  -  Бронзовий призер (1): 2012

Астана
- Прем'єр-ліга
  -  Золотий призер (1): 2022
  -  Срібний призер (2): 2013, 2021

- Суперкубок Казахстану
  - Володар (1): 2023

- Кубок казахської ліги
  - Володар (1): 2024

Кайрат
- Прем'єр-ліга
  -  Срібний призер (1): 2015

- Кубок Казахстану
  -  Володар (4): 2014, 2015, 2017, 2018

- Суперкубок Казахстану
  - Володар (2): 2016, 2017